# Les Barraques

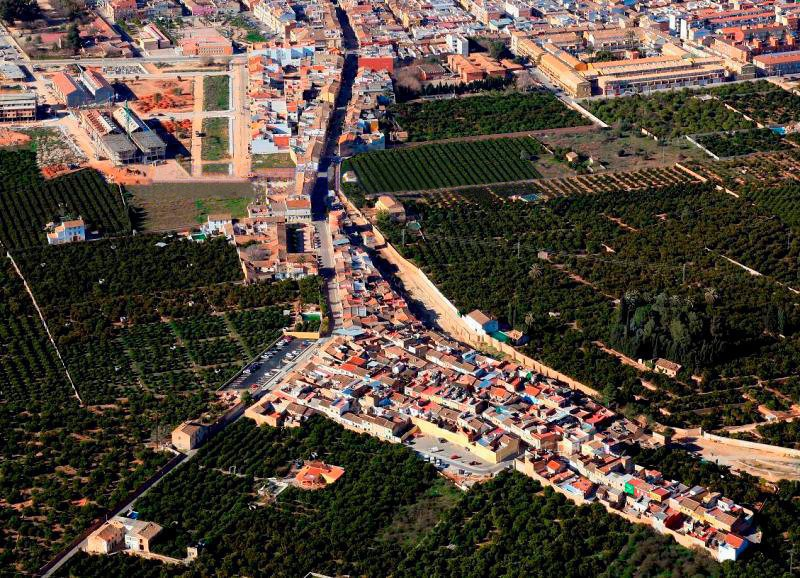
Vista aèria del barri de Les Barraques

Les Barraques és un barri del municipi de Carcaixent, a la comarca de la Ribera Alta.

## Història
El barri de Les Barraques, junt amb el de Santa Bàrbara i el de La Muntanyeta, constituïxen les tres agrupacions urbanes que, separades en principi del nucli urbà de Carcaixent, es construïxen al llarg del segle xix a conseqüència del desenvolupament demogràfic i econòmic generat per la implantació del cultiu del taronger.
Les Barraques va ser creat i habitat per població immigrant que es va assentar a l'eixida del nucli urbà, al costat de l'antiga canal de les Muntanyes de Granada, importantíssima via pecuària de la transhumància en aquells moments, i al llarg del barranc de Sant Antoni o La Rambla. Els seus pobladors subsistien del treball en els camps de tarongers, transformació, plantació, recol·lecció, etc. i de l'explotació dels frondosos pinars i carrascars que encara rodejaven el nucli urbà.
L'especial topografia que li brinda l'assentament sobre la vessant d'un xicotet tossal que descendix bruscament cap al llit del Barranc de Sant Antoni, i el particular de les seues edificacions primitives, un conjunt de barraques de fang i palla adossades pels seus laterals, (barraques valencianes) ha condicionat fortament la morfologia de la seua estructura urbana.
Després de l'incendi patit el 1855, esta edificació primitiva que va donar nom al barri, va ser substituïda per construccions més sòlides que van mantenir, en la majoria dels casos, l'estructura original del parcel·lari. Es va tractar per tant, d'una operació de renovació edilícia no acompanyada per una redistribució de la propietat del sòl, mantenint-se sense quasi modificacions l'estructura urbana.

## Festes i Actes socioculturals
- Les festes en honor del Santíssim Crist de la Bona Mort. Se celebren la primera setmana d'agost (Organitzades per la Comissió de festes).

- Festa de Sant Antoni de Pàdua. La segona setmana de juny i al voltat del dia 13 (Organitzat per l'Associació de Veïns Les Barraques)

- Nit dels "farolets" de meló d'Alger. La primera setmana de setembre (Organitzat per l'Associació de Veïns Les Barraques)

- Recreació Processó del Silenci, activitat Setmana Santa, se realitza el dimecres sant. (Organitzat per l'Associació de Veïns Les Barraques)

- Betlem del barri, realitzat en el mes de desembre. (Organitzat per l'Associació de Veïns Les Barraques)

- Concurs Local de Paelles, Festes Majors i Patronals de Carcaixent. (Organitzat per la Regidoria de Festes i la Federació d'Associacions de Veïns Carcaixent, de la que forma part l'Associació de Veïns Les Barraques)

- Foguera de Sant Antoni Abat, realitzada el 17 de gener. (Organitzat per l'Associació de Veïns Les Barraques).

- Homenatge a les persones més majors del barri, celebrat el 23 de desembre. (Organitzat per l'Associació de Veïns Les Barraques).

- Actes d'homenatge i vins d'honor a la Junta Local Fallera Carcaixent, a les alumnes de Na Isolina Fernández, a persones il·lustres i autoritats municipals. (Organitzat per l'Associació de Veïns Les Barraques)